# Association des compositeurs de Nouvelle-Zélande
L'Association des compositeurs de Nouvelle-Zélande (CANZ) est une entité qui défend les intérêts des compositeurs néo-zélandais. Grâce à ses affiliations avec la Société internationale pour la musique contemporaine et l'Asian Composers League, la CANZ fournit à ses membres l'occasion de  participer à des festivals internationaux de musique. L'événement phare de l'organisation est l'atelier annuel CANZ Nelson des compositeurs, rassemblement de quatre jours des compositeurs émergents de Nouvelle-Zélande. Les membres de l'association reçoivent l'annuaire Canzona et le bulletin bimensuel Canzonetta. L'Association décerne deux prix : La citation KBB pour services rendus à la musique de Nouvelle-Zélande et le CANZ Trust Fund Award.